# Hans-Joachim Näther

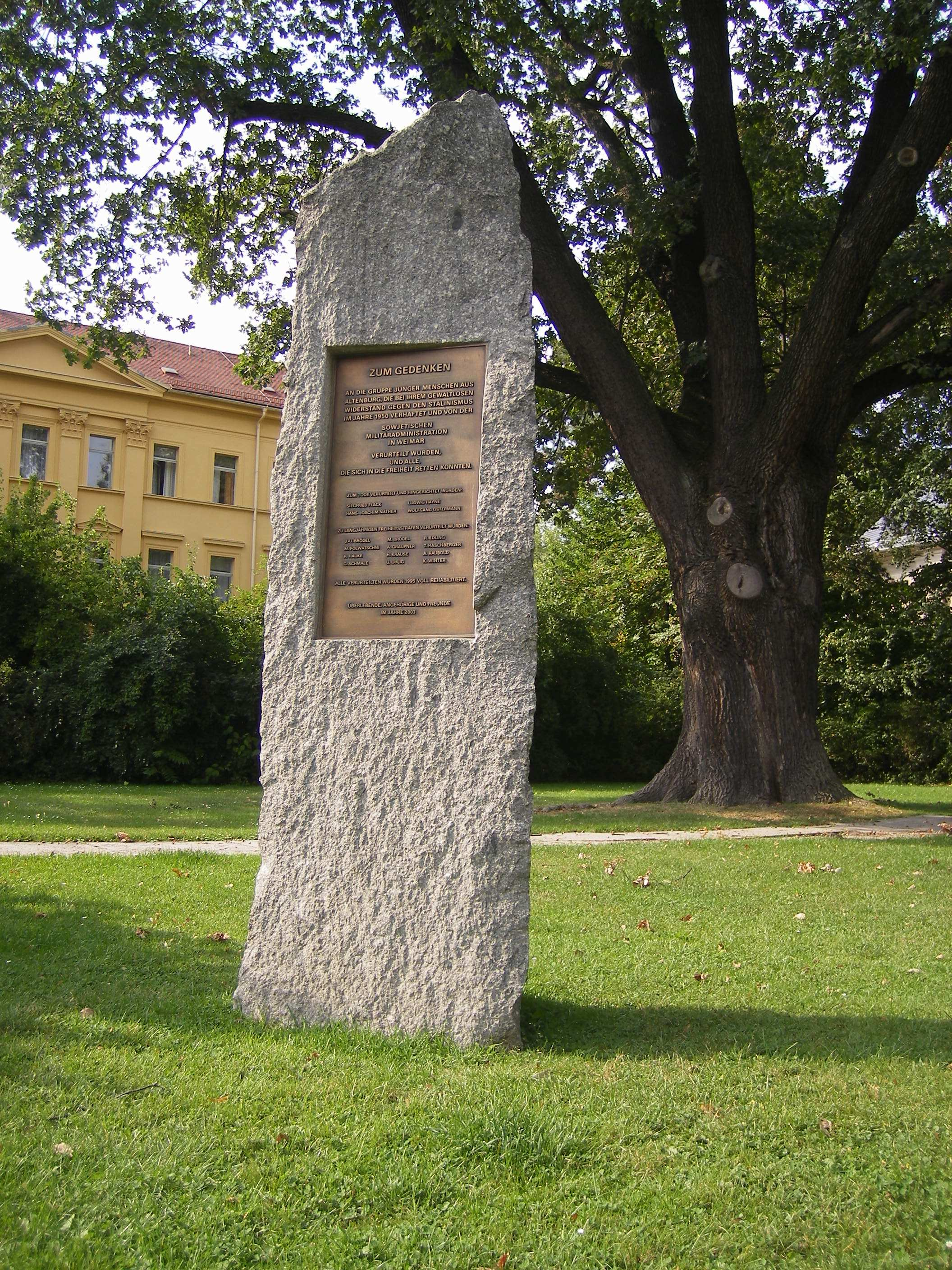
Denkmal für die zu Beginn der 1950er Jahre verurteilten Jugendlichen in Altenburg auf dem Hospitalplatz

Hans-Joachim Näther (* 9. Dezember 1929 in Dresden; † 12. Dezember 1950 in Moskau) war ein deutscher Dissident in der DDR, der in der Sowjetunion hingerichtet wurde.

## Leben
Näther besuchte die Karl-Marx-Oberschule in Altenburg in Thüringen. Er war Mitglied der Liberal-Demokratischen Partei Deutschlands (LDPD). In der elften Klasse hatte er im Frühjahr 1949 gemeinsam mit seinen drei Mitschülern Ulf Uhlig, Gerhard Schmale und Jörn-Ulrich Brödel eine Widerstandsgruppe gegründet. Sie klebten Flugblätter der West-Berliner Kampfgruppe gegen Unmenschlichkeit (KgU), auf denen Freiheit und freie Wahlen gefordert wurden. Sie bauten einen Radiosender und versuchten damit die Übertragung einer Rundfunkansprache Wilhelm Piecks anlässlich Stalins 70. Geburtstag am 21. Dezember 1949 zu stören, Näther bezeichnete diesen als „Massenmörder und Diktator“. Ob die Übertragung zu hören war, ist umstritten.
Ab dem 21. März 1950 verhaftete die Deutsche Volkspolizei (VP) Näther und weitere 17 Personen, wenige konnten fliehen. Näther saß zuerst im Polizeigefängnis Altenburg, dann in Weimar ein. Dort verurteilte ihn ein Sowjetisches Militärtribunal (SMT) zusammen mit seinen Schullehrern Siegfried Flack (1929–1950) und Wolfgang Ostermann (1928–1950) am 13. September 1950 wegen „Spionage, antisowjetischer Propaganda und Mitgliedschaft in einer konterrevolutionären Organisation“ zum Tod durch Erschießen.
Den nach West-Berlin geflohenen Mitschüler Ludwig Hayne (1931–1951) verhaftete das Ministerium für Staatssicherheit (MfS) im Juni 1950 in Ost-Berlin beim Verteilen von Flugblättern der KgU. Auch ihn verurteilte das SMT in Weimar zum Tode, am 28. April 1951 wurde er in Moskau hingerichtet.
Nach dem Prozess brachte man Hans-Joachim Näther nach Moskau. Das Präsidium des Obersten Sowjets lehnte sein Gnadengesuch ab. Am 12. Dezember 1950 wurde er im Alter von 21 Jahren in der Butyrka, einem Moskauer Gefängnis, erschossen. 
Seine Angehörigen erfuhren erst 1995 von Näthers Hinrichtung. Im selben Jahr, am 8. November, rehabilitierte ihn die Hauptmilitärstaatsanwaltschaft der Russischen Föderation.
Auf den Altenburger Ereignissen und dem Schicksal Näthers basiert der Jugendroman 50 Hertz gegen Stalin von Steffen Lüddemann. Im Jahr 2013 wurde im Landestheater Altenburg Mona Beckers Stück Die im Dunkeln über den Altenburger Jugendwiderstand aufgeführt.